# Cratere Laeta
Laeta è un cratere sulla superficie di 4 Vesta.